# Historia polskiej geografii
Historia polskiej geografii – historia rozwoju wiedzy geograficznej w Polsce od średniowiecza do współczesności.

## Geografia polska w okresie średniowiecza
Początki geografii w Polsce sięgają kronik wczesnośredniowiecznych, w których znajdują się opisy ziem polskich (Gall Anonim XII w.). Początki geografii jako nauki sięgają roku 1494, kiedy na Wydziale Sztuk Wyzwolonych Akademii Krakowskiej wprowadzono wykłady z kosmografii (Jan z Głogowa, Wojciech z Brudzewa, Marcin Bylica). Dzięki temu Kraków stał się głównym ośrodkiem studiów geograficznych w XV-wiecznej Polsce. W zbiorach Akademii Krakowskiej znajdowały się: rękopiśmienny atlas Ptolemeusza z XV w., 6 rękopisów z XV w. – dzieł Alberta Wielkiego i Pierre’a d’Ailly. W księgozbiorze Kapituły Krakowskiej zgromadzono dzieła Ojców Kościoła o treści geograficznej: Orozjusza, Capelli i Izydora z Sewilli. W Akademii zajmowano się teorią położenia geograficznego, znane były trzy sposoby wyznaczania długości geograficznej, w tym z obserwacji początków zaćmienia Księżyca w danej miejscowości i jakiejkolwiek gwiazdy stałej, znajdującej się wtedy w zenicie miejscowego południka. W 1423 roku wyznaczono współrzędne Krakowa (Mikołaj z Grabstwa). Z Krakowem związany był również Jan Długosz (XV w.) autor Choprographia Regni Poloniae, pierwszego szczegółowego opisu Polski, z podziałem kraju na dorzecza, klasyfikacją genetyczną jezior, długości rzek, oceną znaczenia rzek i miast; natomiast Liber beneficiorum dioecesis Cracoviensis  Długosza jest statystycznym opisem beneficjentów kościelnych w Małopolsce. W 1421 r. wykonano pierwszą w Polsce szczegółową mapę Pomorza, przedstawioną papieżowi podczas polsko-krzyżackiego sporu o przynależność Pomorza do Polski. Całą mapę Polski i krajów sąsiednich wykonał Mikołaj z Kuzy (1491 r.). Benedykt Polak to pierwszy polski podróżnik, któremu zawdzięczamy wiarygodne informacje o państwie mongolskim (XIII w.).

## Geografia polska w okresie odrodzenia

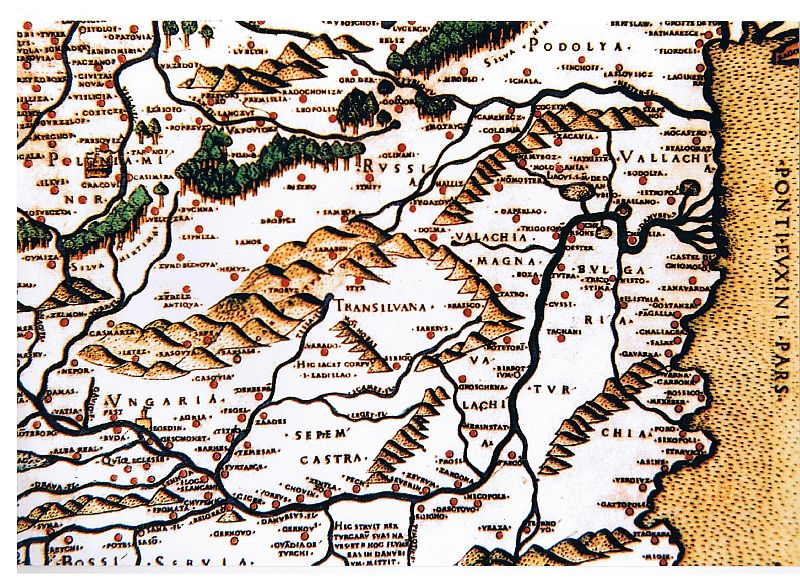
Mapa Bernarda Wapowskiego

Odrodzenie to okres rozkwitu polskiej geografii. Jej centrum stanowiła Akademia Krakowska. Zajęcia z geografii w XVI w. prowadzone były w ramach filozofii przyrody (Jan ze Stobnicy), obejmowały one również wykłady z astronomii i meteorologii; ich podstawą była Fizyka i Meteorologia Arystotelesa. Od końca XV do początku XVII wieku profesorowie Akademii prowadzili systematyczne, codzienne zapisy pogody (zebrano około 10 tys. spostrzeżeń). Odbiciem wielkich odkryć geograficznych było skonstruowanie w 1510 roku Globusa Jagiellońskiego, jednego z najstarszych przedstawiających Amerykę Południową jako odrębny kontynent. Jan ze Stobnicy był autorem mapy świata (1512), która jako pierwsza w Polsce ukazała się drukiem. Uwzględniała ona Amerykę Południową jako osobny kontynent. Rozszerzył on również tablice współrzędnych geogr. Ptolemeusza na półkulę zachodnią i podał metodę wyznaczania położenia geograficznego. Z Akademią Krakowską związany był również Maciej z Miechowa, autor Traktatu o obu Sarmacjach (1518 r.), pierwszej nowożytnej pracy o Europie Wschodniej, przeczącej istnieniu w jej obszarze gór Rifejskich i Hiperborejskich (jednego z dogmatów geografii starożytnej i średniowiecznej), skąd miały wypływać wszystkie rzeki. Przewrotu w astronomii dokonał Kopernik ogłoszeniem w De revolutionibus orbium coelestium teorii heliocentrycznej budowy Układu Słonecznego. Pod jego kierunkiem wydano w Gdańsku w 1540 r. pierwszy pomiar deklinacji magnetycznej w Polsce. W okresie renesansu powstały mapy Polski Wapowskiego (1526 r.) i Grodeckiego (1558 r.) włączone do 1 wydania atlasu Orteliusa. W okresie tym powstał też 18-kartonowy atlas Chin sporządzony przez Boyma, polskiego jezuitę. Marcin Kromer w dziele Polonia sive de situ, populis, moribus, magistratibus et re publica regni Polonici libri duo używa określenia „geographia”, nieznanego w rzymskiej i średniowiecznej łacinie.

## Geografia polska w XVII-XVIII w.
Geografia polska w XVII-XVIII wieku przeżyła upadek, niewiele prac tego okresu zasługuje na wyróżnienie. Do osiągnięć geografii polskiej tego okresu należy zaliczyć wyznaczenie długości wahadła sekundowego, ustalenie kierunku południka i szerokości geograficznej Krakowa przez S. Pudłowskiego (1642 r.) oraz zastosowanie przez A. Kochańskiego zegara wahadłowego do wyznaczania długości geograficznej na morzu (1679 r.). Zdobycze nauki europejskiej przybliża Meteorologia curiosa W. Tylkowskiego (1668 r.), pierwszy szczegółowy opis fizjograficzny Polski został zawarty w Historia naturalis Regni Poloniae ... G. Rzączyńskiego (1721 r.), natomiast najlepszy polityczno-administracyjny opis Polski przed rozbiorami stanowi Świat we wszystkich swoich częściach W. Łubieńskiego (1740 r.), który wprowadza do polskiej literatury termin „geografia”. Tuż przed rozbiorami ukazał się szkolny podręcznik K. Wyrwicza Geografia powszechna czasów nowożytnych (1770 r.).

## Geografia polska w okresiezaborów

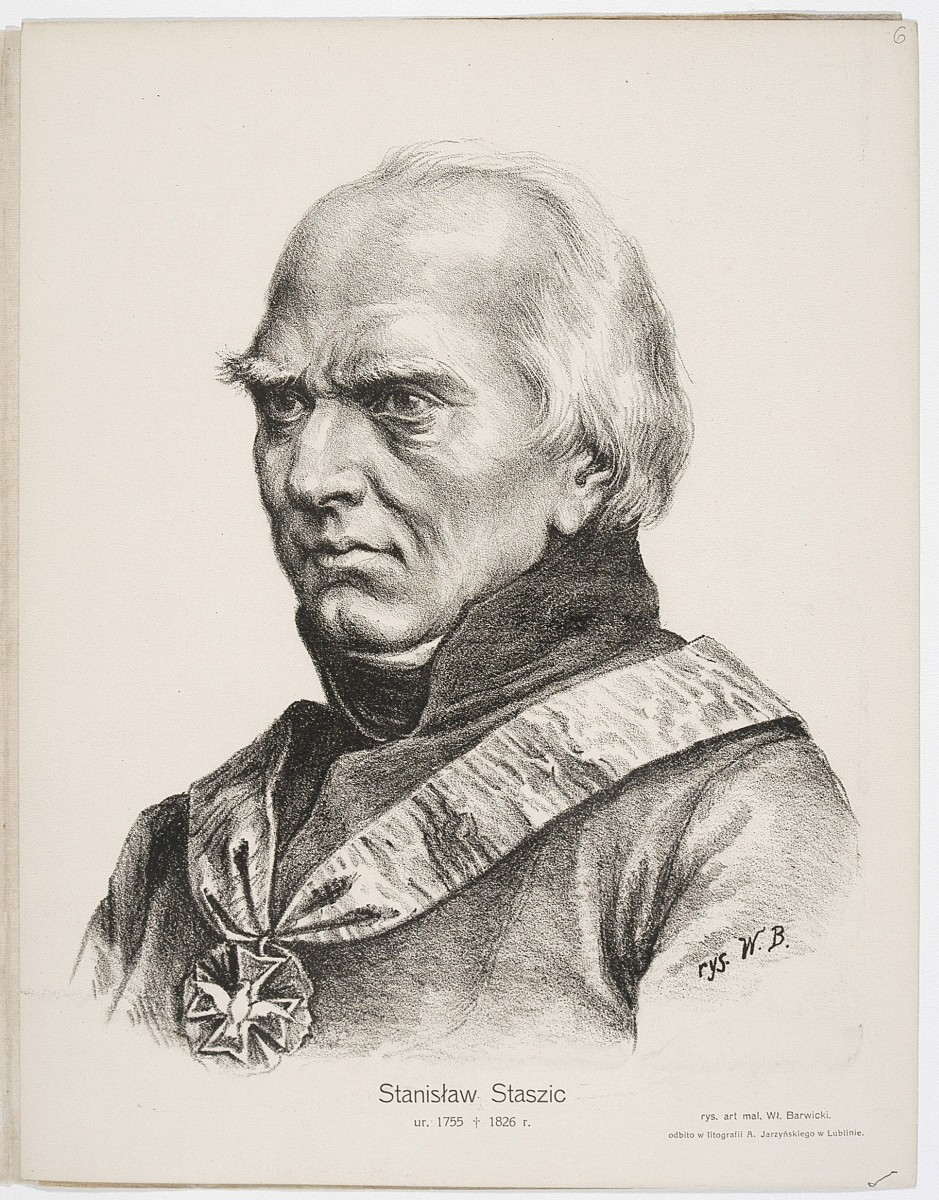
Stanisław Staszic

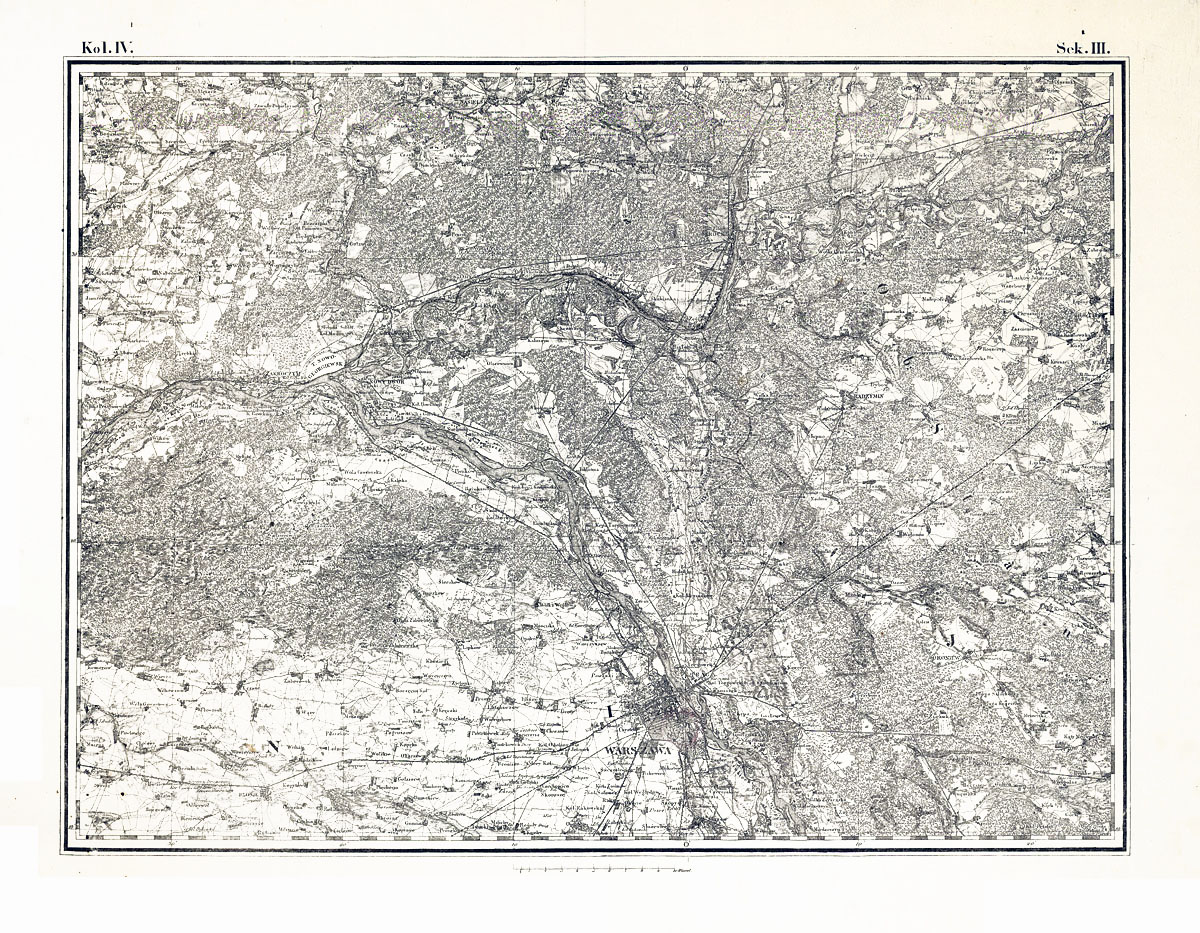
Przykładowa mapa z serii Topograficzna Karta Królestwa Polskiego, arkusz Warszawa

Z końcem XVIII i w XIX wieku nastąpiło odrodzenie polskiej geografii w zakresie badań, działalności wydawniczej i organizacyjnej. Najlepiej rozwijała się ona w Galicji. W Krakowie w 1866 roku powstała Komisja Fizjograficzna przy Krakowskim Towarzystwie Naukowym, a później przy Akademia Umiejętności zostały utworzone najstarsze na ziemiach polskich katedry geografii: w Krakowie na UJ (1849 r.) i we Lwowie na UJK (1882 r.). Do końca XIX wieku ukończono zdjęcie geologiczne ziem polskich; od 1799 roku działały stacje meteo w Krakowie, Warszawie, Gdańsku i Wilnie, wchodzące w skład międzynarodowej sieci obserwacyjnej. Zostały opracowane syntezy klimatu ziem polskich E. Romera (1912 r.) i R. Mareckiego (1914 r.), zagadnienia geologiczne (S. Staszic i H. Kołłątaj) i zagadnienia ekonomiczne Polski (S. Staszic). Wydano 16-tomowy Wielki słownik geograficzny Królestwa Polskiego i krajów słowiańskich, ukazały się nowatorskie w skali Europy podręczniki geografii fizycznej (J. Śniadecki, 1804 r.), meteorologii z mapą izoterm A. Pietkiewicza (1872 r.), meteorologii (1917 r.) i oceanografii (1909 r.) M.P. Rudzkiego (pierwsze na świecie o dynamicznym ujęciu) geografii regionalnej W. Nałkowskiego, stanowiący przewrót w metodyce i ujęciu geografii szkolnej. W 1790 roku. J.M. Hube stwierdził nieregularność formy elipsoidy ziemskiej. Był to okres świetności polskiej kartografii, została wydana mapa Kwatermistrzostwa (1839 r.), atlasy i mapy historyczne J. Lelewela, Królestwa Polskiego J. Kolberga, F. Wrotnowskiego, W. Chrzanowskiego, atlas geologiczny i Galicji J. Puscha, atlas statystyczny L. Platera i A. Jabłonowskiego, szkolny E. Romera. Polscy topografowie brali udział w nowych zdjęciach topograficznych austriackich. Polacy uczestniczyli też w badaniach Ameryki Południowej (I. Domeyko), Afryki (A. Rehman), Azji (J. Czerski, A. Czekanowski, B. Dybowski, W. Sieroszewski), Australii (P. Strzelecki), Antarktydy (H. Arctowski, A. Dobrowolski).

## Geografia polska w okresiemiędzywojennym
Obok istniejących w okresie zaborów ośrodków i katedr geografii uniwersytetów w Krakowie i Lwowie, powstały nowe: na uniwersytetach w Warszawie (1918 r.), Poznaniu (1919 r.) oraz Wyższej Szkole Handlowej we Lwowie, Warszawie, Krakowie. Powstały także Polskie Towarzystwo Geograficzne (1918 r.), Towarzystwo Geograficzne we Lwowie (1926 r.) i Towarzystwo Geograficzne w Poznaniu (1928 r.); Zrzeszenie Polskich Nauczycieli Geografii (1922 r.). Organizacje te prowadziły ożywioną działalność wydawniczą, wydano 11 tomów Wielkiej geografii powszechnej, rozwój geografii był stały, ale nierównomierny we wszystkich działach. Na pierwszy plan wysuwały się badania geomorfologiczne (krakowska szkoła geomorfologiczna, L. Sawicki), po kongresie MUG w Warszawie w 1934 roku nastąpiło ożywienie kontaktów z zagranicą, podjęto badania lodowców i ich przedpola: na Kaukazie (1936 E. Rühle), na Grenlandii (1937 A. Jahn) i Spitsbergenie (1938 M. Klimaszewski, B. Halicki); wolniej następował rozwój klimatologii (głównie E. Romer) i hydrografii. W dwudziestoleciu międzywojennym zaczęła się wyodrębniać geografia społeczno-ekonomiczna, już w latach 30. znana była krakowska szkoła geografii osadnictwa, zaludnienia i turyzmu. W 1936 roku powstało na UJ Podyplomowe Studium Turyzmu. Po uzgodnieniu sieci triangulacyjnej na terenach dawnych zaborów wykonano nowe zdjęcie topograficzne, a Wojskowy Instytut Geograficzny w latach 1919–1939 wydał jednolite mapy Polski w skalach 1:25 000, 1:100 000, 1:300 000, 1:500 000 oraz pierwsze arkusze mapy fotogrametrycznej. Zostały także opracowane 4 arkusze Międzynarodowej Mapy Świata oraz liczne atlasy, w tym Statystyczny Atlas Polski E. Romera. W latach 1918–1925 geografowie brali udział w pracach nad podziałem administracyjnym Polski.

## Geografia polska w okresie II wojny światowej
Okres II wojny światowej zapisał się tragicznie w dziejach polskiej geografii. Oznaczał likwidację wszystkich katedr geografii na wyższych uczelniach i innych placówek naukowych, a więc oficjalne zaprzestanie prowadzonych badań, publikacji prac, i kształcenia na poziomie wyższych uczelni. Studia geograficzne były jednak prowadzone w tajnych uniwersytetach w Krakowie i Warszawie. Wśród profesorów UJ aresztowanych i wywiezionych do obozu w Sachsenhausen znalazł się również ówczesny dyrektor Instytutu Geografii Jerzy Smoleński. W czasie II wojny światowej zginęło ogółem 40 geografów, w tym kierownicy 3 z 5 przedwojennych uniwersyteckich katedr geografii: J. Smoleński, S. Lencewicz, S. Pawłowski. Zniszczeniu uległy zbiory biblioteczne i kartograficzne. Polscy geografowie działali jako kartografowie i nawigatorzy w armiach alianckich (w tym w RAF).

## Geografia polska po II wojnie światowej
Pierwsze lata powojenne były okresem uzupełniania braków kadrowych, nadrabiania strat materialnych, a także 6 letniego dystansu do geografii światowej. Bezpośrednio po wojnie odrodziły się katedry geografii na uniwersytetach w Krakowie, Poznaniu i Warszawie. Powstały też nowe ośrodki geograficzne w Lublinie, Wrocławiu, Toruniu i Łodzi oraz WSE i WSP w Krakowie; swoją działalność wznowiło też Polskie Towarzystwo Geograficzne, a w roku 1953 powstał Instytut Geografii i Przestrzennego Zagospodarowania PAN, pełniący funkcje koordynatora badań. Geografowie byli ekspertami przy ustalaniu nowych granic państwowych, opiniowali podziały administracyjne Polski, byli rzeczoznawcami przy przywracaniu nazw na ziemiach zachodnich. Wydawali prace monograficzne i organizowali kursy informacyjne o ziemiach zachodnich, opracowali nowe podziały fizycznogeograficzne Polski. Na lata 1956–1968 przypada okres szczytowego rozwoju i osiągnięć polskiej geografii i jej czołowej pozycji w świecie w niektórych dziedzinach (geomorfologia), co było związane z działalnością wybitnych uczonych i zorganizowanych przez nich szkół, także nawiązaniem kontaktów międzynarodowych (od 1956 roku udział w kongresach i pracach komisji MUG), organizowaniem kongresów w Polsce, podjęciem badań w ramach współpracy międzynarodowej, wydawaniem czasopism o zasięgu światowym oraz decentralizacją zarządzania i osłabieniem kierowniczej roli PAN. Rozwój poszczególnych działów geografii był nierównomierny: dominowała geografia fizyczna, a w jej obrębie geomorfologia, słabiej rozwijała się geografia społeczno-ekonomiczna. Regres lat 70. związany był z centralnym sterowaniem problemami badawczymi i ograniczeniem środków finansowych. W latach 80. nowe perspektywy rozwoju geografii stworzył koordynowany przez IGiPZ PAN centralny program badawczy „Przemiany środowiska geograficznego Polski”.

## Obecne ośrodki studiów geograficznych w Polsce
- Kraków – UJ (od 1849) i UKEN (wcześniej na WSP, od 1947)
- Warszawa – UW (od 1918)
- Poznań – UAM (od 1919)
- Łódź – UŁ (od 1945)
- Wrocław – UWr (od 1945)
- Lublin – UMCS (od 1945)
- Toruń – UMK (od 1945)
- Gdańsk – UG (wcześniej na WSP, od 1946)
- Kielce – UJK (wcześniej na WSP i AŚ, od 1969)
- Katowice – UŚ (od 1973)
- Bydgoszcz – UKW (wcześniej na WSP i AB, od 1998)
- Słupsk – UP (wcześniej WSP, od 1969)
- Szczecin – USz